# Вучитрън
 Тази статия е за града в Косово.  За селото в България вижте Вълчитрън.  
Вучитрън (на сръбски: Вучитрн или Vučitrn; на албански: Vushtrri или Vushtrria) е град в северната част на Косово, административен център на община Вучитрън, Митровски окръг. Населението на града през 2011 година е 27 272 души.

## География
Градът е разположен на 10 километра югоизточно от град Косовска Митровица.

## Население
| Година | Население |
| ------ | --------- |
| 1948   | 5813      |
| 1953   | 6691      |
| 1961   | 8025      |
| 1971   | 12 334    |
| 1981   | 20 204    |
| 1991   | 30 651    |
| 2011   | 27 272    |

## Личности
Родени във Вучитрън
- Глигорие Елезович (1879 – 1960), сръбски историк
- Хасан Бей Прищина (1873 – 1933), албански политик
- Нязи Кучи (р. 1983), финландски футболист от албански произход
- Шефки Кучи (р. 1976), финландски футболист от албански произход